# César y Cleopatra
César y Cleopatra (Caesar and Cleopatra) es una obra de teatro escrita por George Bernard Shaw y estrenada en Newcastle upon Tyne el 15 de marzo de 1899; se publicó por primera vez en 1901. 

## Argumento
La obra tiene un prólogo y una "alternativa al prólogo". El prólogo consiste en el dios egipcio Ra dirigiéndose al público directamente, como si pudiera ver en el teatro. Afirma que Pompeyo representa la antigua Roma y Julio César representa la nueva Roma. Los dioses, señala, están a favor de César, de acuerdo con Ra, porque "vivió la vida que le habían dado con valentía". Ra narra el conflicto entre César y Pompeyo, su batalla en Farsalia , y el asesinato posterior de Pompeyo en Egipto, en manos de Lucio Septimio .
En "Una Alternativa para el prólogo", el capitán de la guardia de Cleopatra es advertido de que César ha llegado y está invadiendo Egipto. Cleopatra ha sido llevada a Siria por su hermano, Ptolomeo, con el que está compitiendo por el trono de Egipto. El mensajero advierte de que la conquista de César es inevitable e irresistible. Un vigilante de Nubia huye del palacio de Cleopatra y advierte a los que están dentro que César y sus ejércitos están a menos de una hora de distancia. Los guardias, a sabiendas de la debilidad de César por  las mujeres, planean persuadirlo para que proclame a Cleopatra —más manejable— reina de Egipto en lugar de a Ptolomeo. Tratan de localizarla, pero la enfermera de Cleopatra, Ftatateeta, les dice que se ha escapado.

### Acto I
Narra el primer encuentro entre César y Cleopatra, cuando esta no reconociendo al emperador romano, le confiesa sus temores acerca del que considera su enemigo. Con la llegada de la guardia, Cleopatra se da cuenta de su error.

### Acto II
César se reúne rey Ptolomeo Dioniso e inflexible exige un tributo cuyo monto desconcierta a los egipcios. Como un incentivo, César dice que va a resolver la disputa entre los demandantes por el trono de Egipto al permitir que Cleopatra y Ptolomeo reinen de forma conjunta. Sin embargo, la rivalidad entre ambos es muy fuerte pese a que son hermanos, y ya se han casado, de conformidad con la ley real. Se detestan mutuamente y cada uno reclama su sola autoridad. La sion de César no es aceptable para nadie.
La reunión se torna en una disputa, con los egipcios amenazando con acciones militares. Como una medida defensiva, César órdenes de Rufio, su ayudante militar, para hacerse cargo del palacio, un teatro adyacente, y Pharos, una isla en el puerto accesible desde el palacio a través de una calzada que divide el puerto entre el este y las secciones occidentales. Se toman prisioneros, pero César, ante la consternación de Rufio, permite a los partir a los cautivos. Sólo Cleopatra (con su séquito), por temor a los asociados de Ptolomeo, y Potino (por razones suyas), optan por permanecer con el César. Todos los demás salen.
Cleopatra llama la atención de César, recordando con cariño a Marco Antonio, quien le devolvió a su padre en el trono cuando ella tenía solo doce años. César promete a Cleopatra enviar a Marco Antonio de regreso a Egipto. En la bahía se desata la batalla y la Biblioteca de Alejandría arde en llamas.

### Acto III
Cleopatra, aun prisionera, desea ofrecer un regalo a César, y le son ofrecidas varias alfombras para que elija. Una vez seleccionada, la reina se enrolla dentro y se hace transportar hasta el barco en el que César vigila los movimientos de la armada egipcia. Cuando Cleopatra se deja ver, no consigue llamar la atención del emperador, preocupado por los avances bélicos.

### Acto IV
Después de seis meses con los romanos y Cleopatra situados en el palacio de Alejandría. Cleopatra y Potino, que es un prisionero de guerra, discuten sobre qué va a pasar cuando César finalmente se vaya y no están de acuerdo sobre si es Cleopatra o Ptolomeo quien debe gobernar. Potino le dice a César que Cleopatra es una traidora, que sólo lo utiliza para conseguir el trono de Egipto. César considera que es un motivo natural y no se ofende. Sin embargo, Cleopatra se enfurece ante el alegato de Potino y en secreto ordena a su criada, Ftatateeta, que lo mate. César, cansado de todo, propone a Cleopatra abandonar la vida política, e ir en busca de las fuentes del Nilo y establecerse allí.
La escena se ve interrumpida por el asesinato de Potino, héroe nacional; los egipcios, encolerizados, comienzan a asaltar el palacio. Cleopatra se atribuye la responsabilidad por el asesinato y César le reprocha su estrechez de miras. Pese a lo complicado de la situación, pronto llegan refuerzos encabezados por Mitrídates de Pérgamo, que expulsan el ejército egipcio. Mientras tanto Rufio, se da cuenta de que Ftatateeta era la asesina de Potino y, en venganza, la mata a su vez. Cleopatra descubre el cuerpo ensangrentado escondido detrás de una cortina.

### Acto V
Es un epílogo. En medio de gran pompa y ceremonia, César se prepara para partir hacia Roma. Sus fuerzas han aplastado a los ejércitos de Ptolomeo en el Nilo, y el propio Ptolomeo se ha ahogado en el río. César nombra gobernador a Rufio. Una conversación posterior augura irónicamente el futuro asesinato de César. Cuando César va a subir a su nave, aparece Cleopatra, vestida de luto por su asistenta. Acusa a Rufio de asesinar a Ftatateeta. Rufio admite el asesinato, pero dice que no fue por castigo, venganza o justicia: La mató, porque era una amenaza crónica, debía ser desechada como mera alimaña. César aprueba la ejecución. Cleopatra sigue siendo implacable hasta que César renueva su promesa de enviar a Marco Antonio a Egipto. Eso la lleva al éxtasis, cuando el barco empieza a moverse hacia el mar.

## Representaciones destacadas
- La obra se estrenó el 15 de marzo de 1899 con interpretación de Patrick Campbell en el Teatro Real de Newcastle
- En 1925 se representó en Broadway en una producción protagonizada por Lionel Atwill y Helen Hayes.
- Cedric Hardwicke y Lilli Palmer protagonizaron una producción de la obra realizada en 1949-1950 en el Teatro Nacional.
- Laurence Olivier y Vivien Leigh interpretaron los papeles protagonistas en el St James's Theatre de Londres y en Broadway en 1951.
- John Gielgud interpretó a César en el Festival de Chichester en 1971.
- Rex Harrison dio vida a César en Broadway en 1977. Elizabeth Ashley fue Cleopatra.
- En 2008 en el Stratford Shakespeare Festival se representó una producción, dirigida por Des McAnuff, y protagonizada por Christopher Plummer, como César y Nikki M. James como Cleopatra.
- En España se estrenó en los años treinta pues era una de las obras que llevaba la compañía que lideraba Carmen Sánchez junto a otros famosos dramáticos. Más tarde llegó a Madrid el 17 de agosto de 1959, en adaptación de Gonzalo Torrente Ballester e interpretada por Fernando Granada (César), Pastora Peña (Cleopatra), Rosa María Vega, Alicia Hermida Y Margarita Torino.
- En 2001 la obra se repuso en el Festival de Teatro Clásico de Mérida, en versión de Manuel Martínez Mediero, con dirección de Francisco Suárez e interpretación de José Luis López Vázquez (Julio César) y Maruchi León (Cleopatra)

## Cine y televisión
César y Cleopatra fue la base para una película de 1945 protagonizada por Claude Rains y Vivien Leigh y producida por Gabriel Pascal.
También ha habido dos producciones de televisión importantes de la obra. La primera fue en 1956, producida por la NBC. Fue protagonizada por Claire Bloom, Cedric Hardwicke, Farley Granger, Jack Hawkins y Judith Anderson. La segunda versión, de 1976, también fue transmitida por la NBC , y protagonizada por Geneviève Bujold, Alec Guinness, Clive Francis, Margaret Courtenay y Iain Cuthbertson.
En España la obra se emitió por Televisión española el 27 de mayo de 1971, en el espacio Estudio 1, con dirección de Pedro Amalio López, con Jesús Puente (César) y María Cuadra (Cleopatra), junto a Rosario García Ortega.

## Enlaces externos

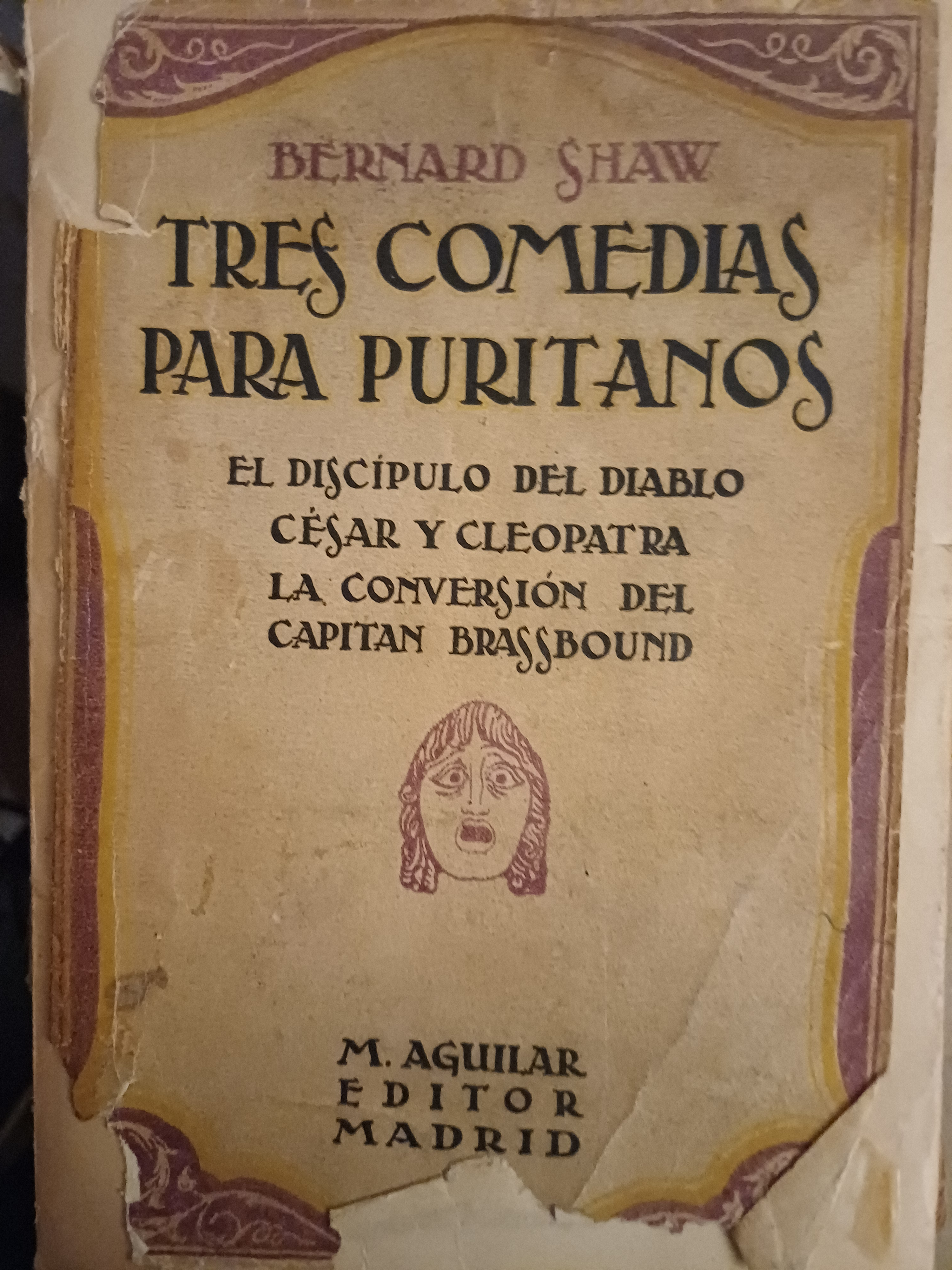
Edición española de Tres comedias para puritanos de George Bernard Shaw (Madrid, Aguilar, 1930).